# کاسپاز ۱۱
کاسپاز ۱۱ (انگلیسی: Caspase 11) نام یک آنزیم است که در بدن موش وجود دارد. هومولوگ‌های انسانی این آنزیم در بدن انسان کاسپاز ۴ و کاسپاز ۵ هستند و در دستگاه ایمنی ذاتی نقش دارند.
فعال‌شدنِ کاسپاز ۱۱ توسط لیپوپلی ساکارید باکتری‌های گرم-منفی، موجب فعال‌شدن سایر کاسپازها شده و ممکن است منجر به شوک عفونی و پایروپتوز و حتی مرگ میزبان شود.